# Manhunt 2
Manhunt 2 (с англ. — «Охота на человека 2») — компьютерная игра в жанре стелс-экшена и survival horror от третьего лица, разработанная и изданная американской компанией Rockstar Games. Является сиквелом к игре Manhunt. Разработка началась в 2004 году и велась отделом компаний Rockstar Games и Rockstar London. Manhunt 2 выходила на платформах Wii, PlayStation 2 и PlayStation Portable 29 октября 2007 года, и только в 2009 году была полностью портирована на платформу Windows.
Первоначально выход игры планировался в июле 2007 года, но был задержан компанией Take-Two Interactive из-за отказов выдать игре рейтинг в Англии, Италии и Ирландии, а также рейтинга «Adults Only» в США. Представленная версия игры от компании Rockstar получила от американской организации ESRB повторный рейтинг «Mature», что позволило состояться выпуску игры 29 октября 2007 года в Северной Америке.
В России Manhunt 2 была переведена на русский язык фирмой «1С».

## Разработка
Manhunt 2 вступил в стадию разработки в 2004 году как сиквел успешной игры для PlayStation 2. Игра разрабатывалась подразделением Rockstar Games Rockstar Vienna. В 2006 году студия была закрыта, и игра была передана на разработку Rockstar London, а через некоторое время на Rockstar Toronto была возложена задача разработки версии игры для Nintendo Wii. Rockstar Vienna также работали над версией для первой игровой приставки Xbox, однако данная версия была отменена. Проект несколько раз закрывался по причине занятости студии в проектах серии Grand Theft Auto. Также выпуск тормозили различные рейтинговые системы.
Диалоги игры озвучивали пять человек. Хотя двое из них решили остаться анонимами, третий актёр, Джеймс Урбаняк, публично объявил об этом в своем блоге 16 марта 2006 года и через несколько дней удалил пост. Из остальных двух один принимал участие в озвучивании первой части игры, как и Урбаняк.

### Выпуск
19 июня 2007 года организация ESRB выставила сиквелу игры рейтинг «Adults Only» (от 18 лет), после чего игру не взяла в продажу ни одна крупная торговая сеть, а компании Sony, Nintendo и Microsoft не выпускают игры с рейтингом «Adults Only» на свои игровые приставки. Английская комиссия BBFC отказалась выдать Manhunt 2 рейтинг, что фактически означало запрет на выпуск игры в Англии. В результате Rockstar пришлось ввести цензуру, чтобы получить рейтинг «Mature» (от 17 лет). В августе 2007 года Rockstar представила ESRB версию игры с цензурой, которая получила рейтинг Mature с разрешением продажи в США. Выпуск игры на PlayStation 2 состоялся 29 октября 2007 года, и через несколько часов после выхода группа хакеров успешно взломала код игры и обнаружила там все запрещённые сцены, которые были якобы удалены. Модифицированная версия игры была вновь отвергнута BBFC; Rockstar обжаловала этот отказ 10 декабря 2007 года, но BBFC решила продолжить дело в суде.
25 января 2008 года BBFC выиграли дело в Верховном Суде c формулировкой, что игра была выпущена из-за неправильного толкования закона. Однако Video Appeals Committee 14 марта одобрила выпуск игры во второй раз и игра была выпущена 31 октября 2008 года в Англии. Оригинальная, немодифицированная версия игры остаётся запрещённой в Англии
Выпуск портированной версии игры на ПК состоялся 6 ноября 2009 года. Портированная версия игры не подвергнута цензуре, поэтому Manhunt 2 и получила рейтинг AO — Adults Only (рус. Только для взрослых).
20 ноября 2009 года фирма «1С» сообщила о поступлении на полки магазинов русской версии Manhunt 2 в «джевеле» и в DVD-боксе. Отечественное издание представлено с субтитрами и оригинальным озвучиванием.

## Игровой процесс
Главный герой игры — Дэниел Лэмб (англ. Daniel Lamb), бывший учёный, работавший на «Проект Пикмана» и принимавший участие в экспериментах, в результате чего приобрёл раздвоение личности. В игре есть возможность поиграть как за Дэниела, так и за его вторую личность, Лео Каспера (англ. Leo Kasper), бывшего военного, причём на большинстве миссий, где игроку даётся возможность управлять Лео, преобладающим типом оружия является огнестрельное.
Как и в предыдущей части серии, игрок вынужден прятаться от врагов, атакуя со спины. Убийства также называются «Казнями» и выполняются с большой жестокостью, причём в игре появилась возможность принимать непосредственное участие в убийстве, дёргая мышь в разные стороны у персональных компьютеров или используя Wii Remote. Также в игре появилась возможность выполнять казни с возвышенного места, с использованием окружающих предметов и возможности ползать и перелезать через препятствия. Из-за давления рейтинговых систем разработчики были вынуждены ввести в игру цензуру, из-за которой во время казни экран «замыливался» специальным фильтром. Несмотря на это, версия для персональных компьютеров вышла без цензуры.

## Сюжет
Действие игры происходит в юго-восточном городе Коттонмаут, а пара эпизодов за его пределами. Эксперимент в секретной лаборатории привёл к катастрофической ошибке. Главный герой, доктор Дэниел Лэмб, был заперт на 6 лет в частной психиатрической клинике «Диксмор» Проектом — неясными спонсорами сверхсекретного наркотического оружия, над которым работали Лэмб и доктор Пикман. Но неожиданный шторм вырубает электричество, что приводит к открытию дверей палат и восстанию пациентов. Дэниел Лэмб ударяется в бега вместе со своим другом Лео Каспером, который с радостью учит Лэмба убивать. Оставшиеся в темноте и преследуемые, Дэнни и Лео — единственные, кто остался в живых. Проект Пикмана будет остановлен, если не на кого будет охотиться и правда никогда не всплывёт.

## Критика
| Сводный рейтинг        | Сводный рейтинг | Сводный рейтинг | Сводный рейтинг | Сводный рейтинг |
| Издание                | Оценка          | Оценка          | Оценка          | Оценка          |
| Издание                | PC              | PS2             | PSP             | Wii             |
| ---------------------- | --------------- | --------------- | --------------- | --------------- |
| GameRankings           | N/A             | 65,08 %         | 68,69 %         | 60,45 %         |
| Metacritic             | N/A             | 67/100          | 69/100          | 62/100          |
| Иноязычные издания     |                 |                 |                 |                 |
| Издание                | Оценка          | Оценка          | Оценка          | Оценка          |
| Издание                | PC              | PS2             | PSP             | Wii             |
| 1UP.com                | N/A             | D+              | N/A             | N/A             |
| Game Informer          | N/A             | N/A             | N/A             | 7,75/10         |
| GameSpot               | N/A             | 7,5             | 7,5             | 7,0             |
| GameSpy                | N/A             | 3/5             | 3/5             | 2,5/5           |
| IGN                    | N/A             | 7,5             | 7,5             | 7,7             |
| Nintendo Power         | N/A             | N/A             | N/A             | 7,5/10          |
| OPM                    | N/A             | 80 %            | N/A             | N/A             |
| Play (UK)              | N/A             | 82 %            | N/A             | N/A             |
| X-Play                 | N/A             | N/A             | N/A             | 2/5             |
| GamesMaster            | N/A             | N/A             | N/A             | 88 %            |
| NGamer                 | N/A             | N/A             | N/A             | 92 %            |
| PlayStation 3 Magazine | N/A             | 83 %            | N/A             | N/A             |
| Русскоязычные издания  |                 |                 |                 |                 |
| Издание                | Оценка          | Оценка          | Оценка          | Оценка          |
| Издание                | PC              | PS2             | PSP             | Wii             |
| 3DNews                 | 5/10            | N/A             | N/A             | N/A             |
| Absolute Games         | 55/100          | N/A             | N/A             | N/A             |
| PlayGround.ru          | 3,7/10          | N/A             | N/A             | N/A             |
| StopGame.ru            | проходняк       | N/A             | N/A             | N/A             |
| «Игромания»            | 5/10            | N/A             | N/A             | N/A             |
| «Игры Mail.ru»         | 5/10            | 8/10            | 8/10            | 8/10            |
| Gameguru               | 7,5/10          | N/A             | N/A             | N/A             |

Manhunt 2 получила смешанные отзывы. 1UP.com оценил игру на 4 из 10. GameSpot заявил, что игра не такая шокирующая, но всё ещё удовлетворяет основные потребности игрока. IGN заявил, что Manhunt 2 не обладает такой силой, что будет удерживать внимание игрока, как первая часть. Искусственный интеллект ухудшился, по сравнению с первой частью, в игровом процессе и атмосфере игры не чувствуется угрозы, а сюжет, по мнению критиков, определённо слаб.
GamesRadar отметил, что Manhunt 2 всё такой же шокирующий своими убийствами и жуткий, а просто безумная сюжетная линия не разочарует. Game Informer оценил Wii-версию игры на 7,75 из 10, отметив, что Manhunt 2 настолько же мрачный и ужасный, как первая часть, а Дэниел и остальные персонажи игры очень похожи на реальных людей.
Nintendo Power дал Wii-версии игры оценку 7,5 из 10, заявив, что они были разочарованы тем, что Rockstar пришлось модифицировать игру, и что сюжет хоть и интересный, но очень предсказуемый. Они похвалили игру за звуковое сопровождение и за возможность использования Wii Remote. X-Play предположил, что игра будет «не более чем неясным следом в истории Rockstar».
Выход PC-версии был также встречен по-разному, как игроками, так и рецензентами, однако из известных рецензентов, ПК-версию мало кто оценил, но многие игроки похвально отнеслись к ПК-версии, некоторые нормально, а некоторые крайне негативно. Журнал «Игромания» в рецензии отметил:
…технологическое отставание превращает Manhunt 2 из просто проходного проекта в проект откровенно провальный. Гениальная игра, вышедшая с опозданием в три года, ещё может быть интересной; посредственная игра три года спустя не нужна почти никому.